# Comisión Nacional sobre la Desaparición de Personas
La Comisión Nacional sobre la Desaparición de Personas (CONADEP, Commission nationale sur la disparition de personnes) est une commission consultative que le président de l'Argentine Raúl Alfonsín créa le 15 décembre 1983 pour la réalisation d'une enquête sur les graves violations répétées et planifiées des droits de l'homme que la dictature militaire, qui s'était donné le nom de Processus de réorganisation nationale, avait commises de 1976 à 1983. Elle ne fut pas instituée pour juger, mais pour enquêter sur le sort des disparus. Elle reçut des milliers de plaintes et de témoignages et vérifia l'existence de centaines de lieux de détention clandestins dans tout le pays.

## Contexte
Le 10 décembre 1983, le politique radical Raúl Alfonsín assuma la présidence de l'Argentine après que la dictature militaire, qui s'était donné le nom de Processus de réorganisation nationale, eut interrompu la démocratie durant sept ans. Sous le prétexte de combattre les groupes de guérilleros (qui avaient intensifié les attentats dans les villes, mais qui étaient politiquement morts après l'éloignement et la mort de Perón), cette dictature mit à exécution un plan systématique d'enlèvement des personnes considérées comme « subversives », critère appliqué en pratique dans un sens très large et ambigu. En général, des commandos entraient chez elles pour les kidnapper. Les autorités niaient ensuite connaître le lieu où ces personnes se trouvaient.

## Création
Afin d'enquêter sur ces crimes, le président Alfonsín décréta le procès des juntes militaires et des organisations de guerrilleros seulement cinq jours après son accession à la présidence. Pour compléter cette enquête, il expédia divers projets de réforme de la justice militaire (es) et créa par décret la Comisión Nacional sobre la Desaparición de Personas (CONADEP, Commission nationale sur la disparition de personnes). Elle devait enquêter pour « éclaircir les faits relatifs à la disparition de personnes survenus au pays » et organiser les preuves que l'État déposerait au procès. Aux termes du décret, ses fonctions particulières et précises étaient les suivantes :

« a) recevoir les plaintes et les preuves sur ces faits et les remettre immédiatement à la justice si elles se rapportent à la commission présumée de délits ;

b) découvrir le sort des personnes disparues ou l'endroit où elles se trouvent, ainsi que toute autre circonstance liée à leur localisation ;

c) déterminer la situation des enfants soustraits à la garde de leurs parents à la suite des mesures prises pour le prétendu motif de réprimer le terrorisme et faire intervenir les organismes et tribunaux de protection des mineurs dans leur cas ;

d) signaler à la justice toute tentative de dissimulation, de soustraction ou de destruction d'éléments de preuve relatifs aux faits à éclaircir ;

e) produire un rapport final, avec une explication détaillée des faits étudiés, dans les cent quatre-vingt (180) jours de sa constitution. »

— Décret 187/83, art. 2. [Traduction libre]

## Composition

### Membres
La Commission devait se composer de seize membres, soit dix nommés dans le décret et six choisis par les deux chambres du Congrès national. Le décret nommait les personnalités suivantes du pays :
- Ernesto Sábato, écrivain et physicien progressiste reconnu, qui fut élu président de la Commission à l'unanimité des autres membres le 29 décembre 1983 ;
- Ricardo Colombres (es), avocat et ex-recteur de l'université de Buenos Aires ;
- René Favaloro, médecin et créateur de la technique du pontage aorto-coronarien. Il renonça à en faire partie parce qu'il n'approuvait pas que la Commission ne fût pas habilitée à enquêter sur les crimes de l'Alliance anticommuniste argentine ;
- Hilario Fernández Long (es), professeur et ingénieur. Doyen de la faculté d'ingénierie, il devint recteur de l'UBA ;
- Carlos T. Gattinoni (es), évêque de l'Église méthodiste argentine qui participa activement à des mouvements en faveur des droits de la personne ;
- Gregorio Klimovsky (es), mathématicien et philosophe, considéré comme l'un des plus grands spécialistes de l'épistémologie ;
- Marshall Meyer (es), rabbin américain, citoyen argentin, fondateur du Seminario Rabínico Latinoamericano (es), militant actif des droits de la personne et fondateur du Mouvement juif en faveur des droits de la personne (es) ;
- Jaime de Nevares (es), évêque et défenseur actif des droits de la personne et de l'État de droit ;
- Eduardo Rabossi (es), philosophe radical et militant actif des droits de la personne ;
- Magdalena Ruiz Guiñazú (es), journaliste reconnue et la première qui ait fait entendre les Mères de la place de Mai dans un programme de radio.

Seule la Chambre des députés se fit représenter en y nommant les députés radicaux Santiago Marcelino López, Hugo Diógenes Piucill et Horacio Hugo Huarte.
Les membres du parti Peroniste ont décliné l'invitation à y participer.

### Secrétariats
La Commission se dota de cinq secrétariats et nomma les personnes suivantes à leur tête : Graciela Fernández Meijide (es) (Secrétariat de la réception des plaintes), Daniel Salvador (Secrétariat de la documentation et du traitement des données), Raúl Aragón (Secrétariat des procedimientos (procédures, méthodes)), Alberto Mansur (Secrétariat des Affaires juridiques) et Leopoldo Silgueira (Secrétariat administratif).
Graciela Fernández Meijide (es) devint plus tard l'un des dirigeants du Frente País Solidario (es) (FREPASO) et fut, en octobre 1999, candidate de l'Alliance (es) au poste de gouverneur de la province de Buenos Aires.

## Enquête
Pendant 280 jours, la Commission parcourut tout le pays à la recherche des témoignages de survivants, de membres de leurs familles et d'oppresseurs, ainsi que des bâtiments qui avaient servi de centres de détention (ou de leurs ruines). Elle dressa l'inventaire de toutes les disparitions dénoncées et de tous les centres clandestins après avoir comparé les récits à l'architecture de bâtiments, tâche qui fut souvent accomplie en compagnie des survivants eux-mêmes. Avec ces renseignements, elle traça des cartes, classifia les récits et fit une analyse afin de reconstituer le modus operandi du terrorisme d'État. Pour recueillir des renseignements, elle employa les méthodes suivantes :
- la reconnaissance sur place de centres de détention clandestins avec le concours des personnes libérées de ces camps ;
- la visite des morgues pour recueillir des renseignements sur les admissions atypiques ;
- les démarches nécessaires dans des voisinages et des lieux de travail pour déterminer l'emplacement des centres de détention clandestins et les méthodes employées pour kidnapper les personnes ;
- la réception de témoignages de membres en activité ou à la retraite des forces armées et des forces de sécurité ;
- l'étude des dossiers de prison ;
- l'étude des dossiers de police ;
- la recherche des délits commis contre les biens des disparus.

## Rapport final
Le fruit de toute cette enquête fut remis le jeudi 20 septembre 1984 au président Alfonsín après un discours d'Ernesto Sábato. Ce rapport final volumineux faisait état de 8 961 disparus et de 380 centres de détention clandestins. Le chiffre est largement sous-estimé, notamment en raison de la suppression des archives par les militaires et de la crainte ayant poussé de nombreuses familles à ne pas porter plainte pour les personnes séquestrées et assassinées. Les historiens estiment aujourd'hui que le nombre total de desaparecidos s'élève à environ 30 000 ; des archives déclassifiées et mises en ligne par l'Université de Georgetown montrent que mi-1978, bien avant la fin de la dictature, il y avait 22 000 fiches de personnes disparues et detenues .
La description détaillée qu'on y retrouve permit aussi de prouver l'existence d'un plan systématique du gouvernement lui-même, ce qui fut un élément clé pour le jugement des juntes. Le rapport fut publié sous forme de livre sous le titre Nunca Más (es) (Jamais Plus). Ce titre, traduction de la devise utilisée à l'origine par les survivants du ghetto de Varsovie pour condamner les atrocités nazies, fut choisi sur la proposition du rabbin Marshall Meyer.

« Notre Commission n'a pas été instituée pour juger, les juges institutionnels étant là pour cela, mais pour enquêter sur le sort des personnes disparues au cours de ces années fatidiques de la vie nationale. Mais, après avoir reçu quelques milliers de plaintes et de témoignages, vérifié ou déterminé l'existence de centaines de lieux de détention clandestins et accumulé plus de cinquante mille pages de documentation, nous avons la conviction que la dictature militaire a produit la plus grande tragédie de notre histoire, et la plus sauvage. Et, bien que nous devions attendre le dernier mot de la justice, nous ne pouvons nous taire devant ce que nous avons entendu, lu et consigné, qui dépasse de beaucoup ce qui pourrait être considéré comme délictueux pour atteindre la sombre catégorie des crimes contre l'humanité. Avec la technique de l'enlèvement et ses conséquences, tous les principes éthiques que les grandes religions et philosophies ont érigés au fil de millénaires de souffrances et de calamités ont été piétinés et sauvagement ignorés.
[...]

Tous tombaient dans le coup de filet : les dirigeants syndicaux qui luttaient pour une simple amélioration de salaires, de jeunes hommes qui avaient été membres de centres estudiantins, des journalistes qui n'étaient pas fidèles à la dictature, des psychologues et des sociologues parce qu'ils appartenaient à des professions suspectes, de jeunes pacifistes, des religieuses et des prêtres qui avaient répandu la parole du Christ dans des quartiers misérables ; des amis de n'importe lequel d'entre eux et des amis de ces amis, gens qui avaient été dénoncés par esprit de vengeance ou, sous la torture, par des personnes séquestrées. La majorité d'entre eux non coupables de tout terrorisme, voire de toute appartenance à une bande de guérilleros, puisque ceux-ci livraient bataille et mouraient au combat ou se suicidaient plutôt que de se livrer, et peu d'entre eux arrivaient vivants aux mains des oppresseurs. »

— Discours d'Ernesto Sábato le 20 septembre 1984
.